# Betizu
La betizu (prononcer « bétissou ») est une race de vache sauvage qui vit en montagne basque dans les Pyrénées. Bien que cette race de vache ait été écartée et en voie de disparition, ces dernières années son image s'est renforcée chez les Basques. L'une des principales raisons, sans doute, au-delà des personnes travaillant à la sauvegarde de la race, est le programme télévisé à destination des enfants « Betizu » produite par EITB (Télévision Basque Internationale).
Le personnage principal étant une vache Betizu, l'image de cet animal s'est largement répandue auprès des enfants et parents du Pays basque.
Dans la culture aussi bien dans la mythologie basque que dans les proverbes anciens, des génies à l'image de betizu apparaissent souvent portant le nom de « Behigorri » (vache rouge en basque) ou « Zezengorri » (taureau rouge en basque).
Les betizu (betizuak au pluriel basque) ont également joué un rôle dans les fêtes populaires.
L'origine de cet animal est très ancienne et apparemment, elle fait partie des bovins sauvages qui peuplaient les Pyrénées. S'étant isolée du relief montagneux, la race betizu est restée sans se croiser à d'autres races et de ce fait, on pourrait dire qu'elle est une race primitive qui a perduré[réf. nécessaire].
Ces dernières années[Quand ?], quelques pas sont faits pour préserver cette race de la disparition mais seul le temps dira si cela sera efficace et suffisant.
C'est une race particulièrement protégée, comme l'a établi le Ministère de l'Agriculture, Pêche et Alimentation espagnol (Ministerio Agricultura, Pesca et d'Alimentación), à cause du fait que leurs propriétaires les considéraient comme de piètres productrices, donc les gouvernements basques et navarrais les ont achetées et les ont lâchées dans des montagnes en liberté.

## Étymologie et diverses dénominations
Le mot se prononce bétissou et vient du basque behi izua, « behi » signifiant « vache » et « izu » signifiant « farouche, intraitable, sauvage, fuyante », en référence au caractère semi-sauvage de ces animaux qui vivent dans les montagnes et les zones boisées du Pays basque. La forme plurielle en basque est betizuak, le suffixe -ak marquant le pluriel. On peut remarquer que « betizu » est un mot de genre masculin en français, tandis que c’est un terme féminin en espagnol. Cela est lié au fait qu'en langue basque les mots n'ont pas de genre.
Diverses autres dénominations basques sont utilisées pour désigner cette race suivant les auteurs : « herri ganadua », « herri behiak », « behi auzoa », « etxeko behiak », « betiso basidi », « basabehi » ou « behi betizu ». On observe également quelques dénominations locales, comme « larabehi » (littéralement « vache de pâturage ») ou « basa-behi » (« vache des bois ») au Guipuscoa, « basa-behiak » en Biscaye, et même « bei-uzoak » et « bei-gorri » dans la région de Dima en Biscaye.

## Origine et histoire
Elle est issue du rameau blond. Son origine est très ancienne. On peut observer que les animaux figurant dans l'art pariétal pyrénéen, dont les plus anciennes représentations datent de 15 000 ans avant notre ère ressemblent fortement aux betizus actuelles. Celui-ci se détache surtout de son ancêtre sauvage par sa plus petite taille. Toutefois, l’origine de la race n’est pas connue avec certitude et deux hypothèses se confrontent. Le bétizu est peut-être issue directement de l’aurochs sauvage. Pourchassés par l’homme, les aurochs se seraient réfugiés dans les sommets boisés et aux pacages pauvres, et petit à petit ils se seraient adaptés à ce milieu pauvre en nourriture en réduisant leur taille au fil des générations. La seconde hypothèse suggère que cette race serait issue de vaches domestiquées échappées des fermes et retournées petit à petit à l’état sauvage. La différence de taille avec l’aurochs serait un effet de la domestication. Ces deux hypothèses ne sont pas contradictoires, et pour certains auteurs les deux phénomènes ont pu se dérouler conjointement. Dans ce cas, le betizu serait issue d’une population d’aurochs de taille réduite croisée avec des animaux issus des fermes. Malgré ce possible apport de sang récent, le betizu reste pour certains un des plus proches parents actuels de l’aurochs du néolithique.

## Morphologie
La race betizu est d'une grande rusticité : elle a l'aspect d'un animal vivace, agile, harmonieux, une petite taille pour un poids corporel peu élevé (ce qui pourrait donner une race à viande). Elle vit toute l'année en plein air, adaptée au terrain montagneux, escarpé et couvert de bois et landes. Elle vêle seule sans problème, mais ne donne naissance qu'à un veau tous les deux ans en moyenne. Elle joue un rôle d'entretien de l'espace rural, et les prélèvements sur les troupeaux sont faits au fusil, comme pour un gibier.
- Tête et encolure : fine, courte, couverte de poils crépus abondants, des yeux expressifs, cernés d'une auréole claire ou un œil de perdrix. Chignon très développé, les cornes sous forme de lyre relevée vers le haut et l'arrière (surtout chez les femelles), bien que puissent apparaître des formes de demi lune, et de couleur prédominante blanche.
 Cou court à moyen, caractérisé par crinière abondante, la ligne supérieure, droite chez les femelles et avec une protubérance chez les mâles.

- Tronc : thorax plus profond chez les mâles que les femelles, avec des côtes peu arquées, le dos en-sellé et ascendant, suivi de la région lombaire de faible développement musculaire.

- Croupe et queue : croupe peu développée, avec des proéminences osseuses. Haute naissance de la queue, lâche et avec une touffe (borlón) abondante.

- Cuisses et fesses fugitives : peu développées et rectilignes.

- Extrémités et lignes : extrémités de longueurs moyennes avec des articulations bien développées, lignes verticales correctes et petits sabots durs et de couleur claire.

- Robe, poils et muqueuses : robe de couleur blé (entre le brun et le blond), variant d'intonation selon l'époque de l'année et le sexe, avec décoloration centrifuge au niveau de la face et du périnée, les extrémités, le museau et la région orbitale. Peau lourde, fauve, avec des muqueuses dépigmentées, couleur viande et attrayantes.

- Environnement : il s'agit d'animaux qui vivent en régime de semi-liberté, et dont le comportement semi-sauvage et insaisissable est relié aux conditions environnementales dans lesquelles elles se développent.

- Dimensions : C'est une race de format moyen et légère : entre 1,10 m -1,30m et 300 kg pour la vache, et 1,35 m et 400 kg pour le taureau[9].

## Conservation
Les effectifs sont en déclin et tournent autour de seulement 300 individus, dont environ 60 pour la partie française du Pays basque[réf. nécessaire]. Il est naturellement difficile de connaitre ces chiffres avec certitude. Des études sont menées pour déterminer son potentiel génétique et tenter d'enrayer ce déclin.
Actuellement[Quand ?] le Gouvernement de Navarre élabore un programme écologique pour la conservation de cette race autochtone, dont la tâche est confiée à l'ITG Ganadero qui possède un troupeau de betizu, cédé par le Gouvernement de Navarre, et qui est placé dans une propriété du village abandonné de Sastoya, situé dans la vallée navarraise d'Urraúl Alto. La propriété est inscrite comme Aire de Production Écologique ("Àrea de Producción Ecológica") et est la propriété du Gouvernement de Navarre, gérée par son Département de l'Environnement ("Departamento de Medio Ambiente") qui en confie lui-même la maintenance à l'ITG Ganadero. L'objectif est le maintien de la pureté de la race et dans la mesure du possible la diffusion de cette dernière. La propriété est composée de quelque 80 hectares, dont 12 sont des prairies, et un abri couvert de 300 m2 pour magasin et maniement du bétail. On y maintient une moyenne de quelque 45 animaux de la race avec une intervention humaine minimale pour maintenir son caractère de semi-liberté.
Cette vache a été récemment popularisée dans cette zone grâce au nom d'un programme pour enfants en basque de la télévision publique basque (ETB) où le personnage principal représente un animal de cette race. L'émission essaye de faire connaitre l'existence de cette espèce en voie d'extinction et de favoriser sa connaissance et protection.

## Répartition
Elle vit aujourd'hui à l'état sauvage, ou semi-sauvage  au Pays basque de part et d'autre de la frontière franco-espagnole, dans des espaces marginaux et segmentés. Ainsi la population totale, estimée seulement au nombre de 300, se répartit,,, :
- dans la province du Guipuscoa dans la zone Adarra-Leizaran, Jaizkibel et d'Arno,
- dans la province de Biscaye dans la zone de Dima,
- dans le département français des Pyrénées-Atlantiques, dans les zones de La Rhune, Mondarrain, et du col d'Ibardin situées dans leur moitié plus occidentale, connue comme le Pays basque français,
- dans la Communauté forale de Navarre à Sastoya (es), où on trouve le plus grand nombre de têtes de la race (près de 75 %).

## Le betizu dans la culture

### Influence dans la mythologie basque
Les betizuak sont pour les anciens Vascons des animaux mythiques, connus sous les noms de zezen gorri (« taureau rouge ») et behi gorri (vache rouge ») et qui étaient les gardiens de la grotte où vit la déesse Mari, veillant à ce que personne n’y accède. Pour les Basques encore aujourd'hui cette race a une signification mythologique : c'est le betizu qui, depuis les temps anciens, leur a inspiré ou fourni une partie du matériel symbolique de leurs mythes comme Behigorri, Zezengorri, Izuargi, Gaueko.

## Galerie

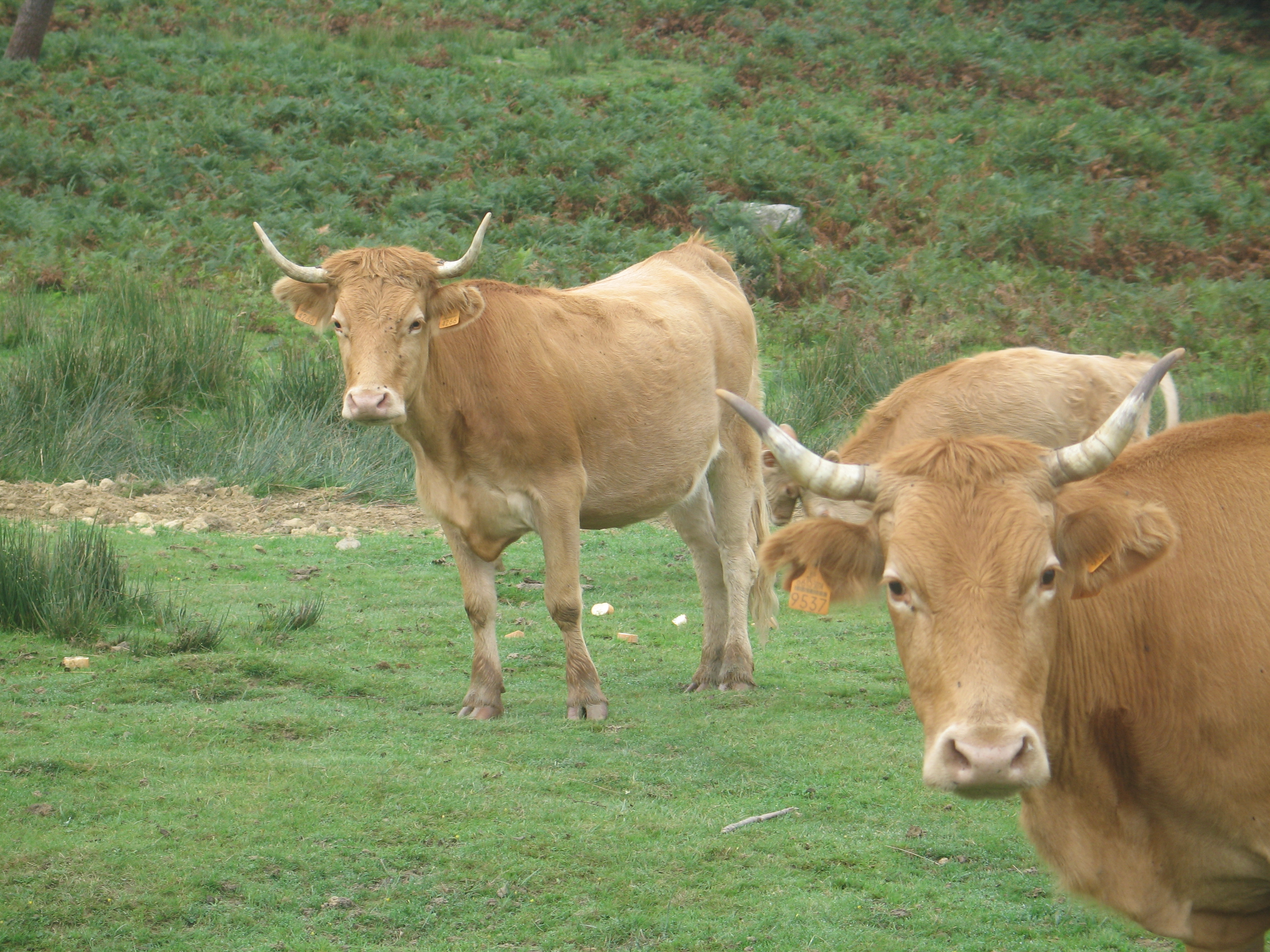
Betizu(ak) dans la montagne Adarra
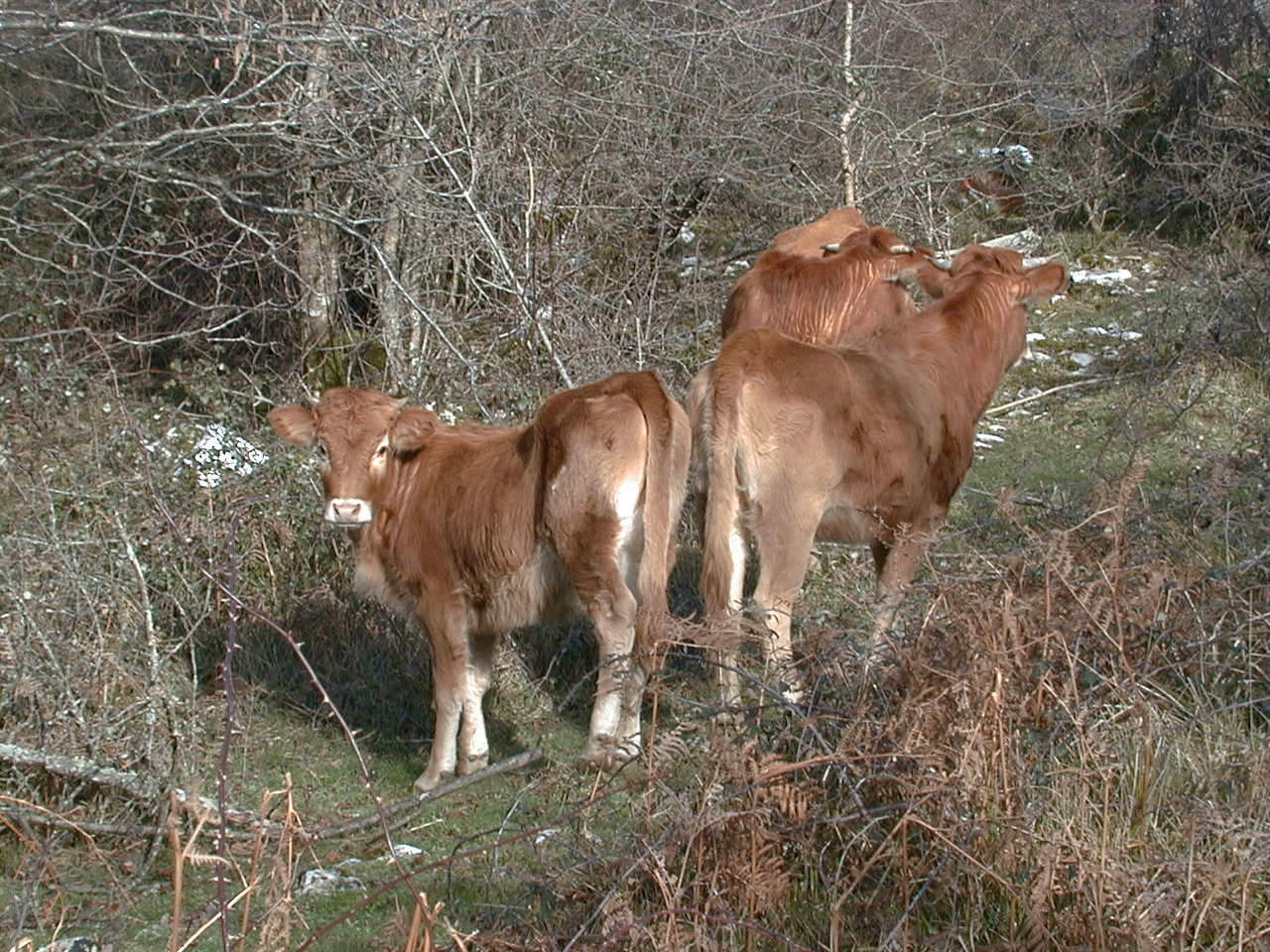
Veaux de betizu à Baraibar (Navarre)
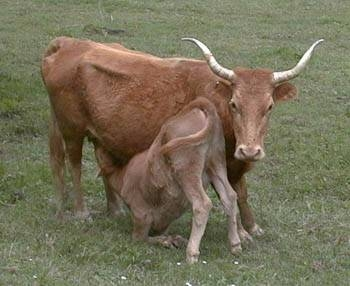
Betizu et son veau
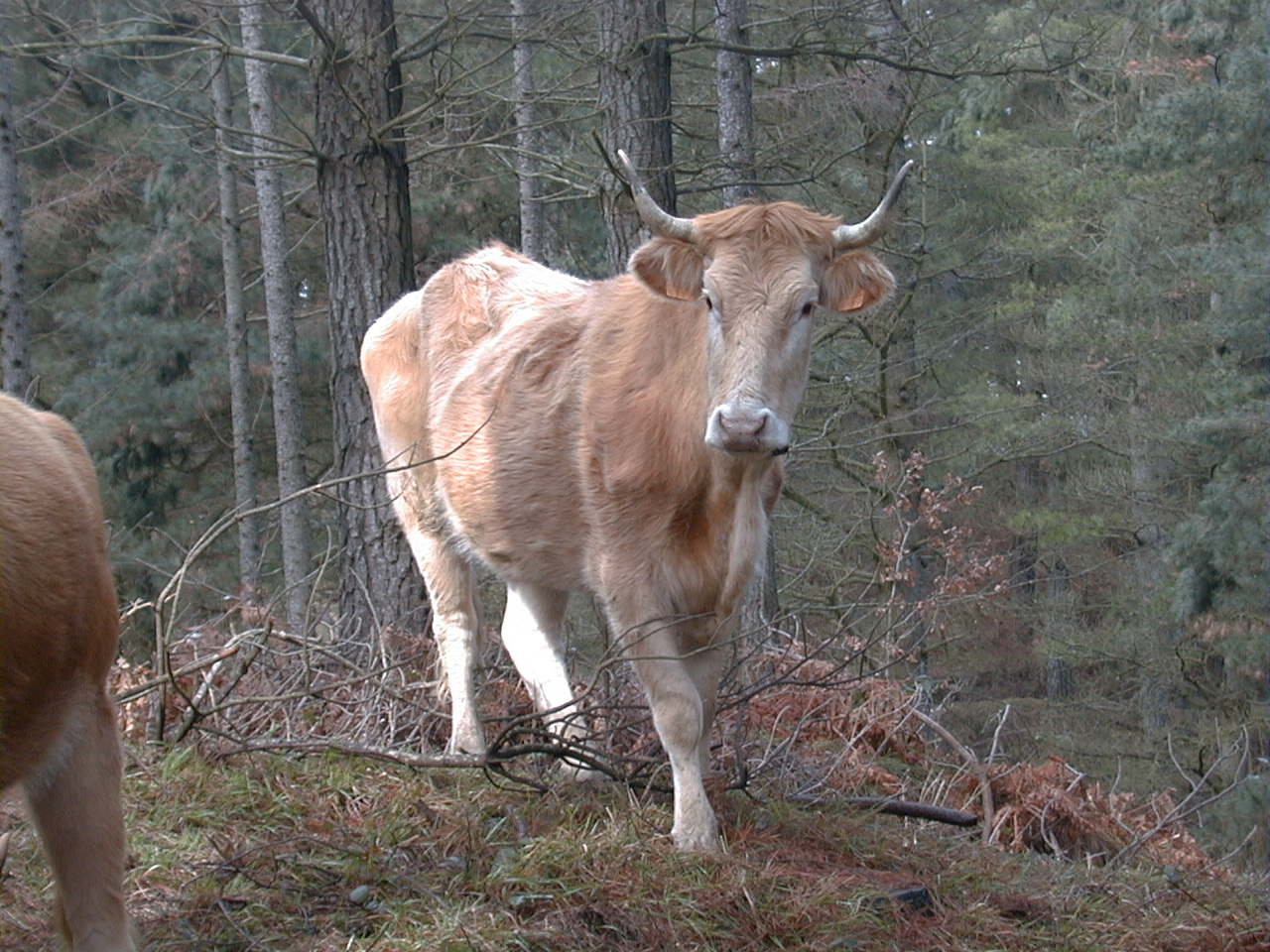
Betizu sur la montagne d'Elgea (Alava)
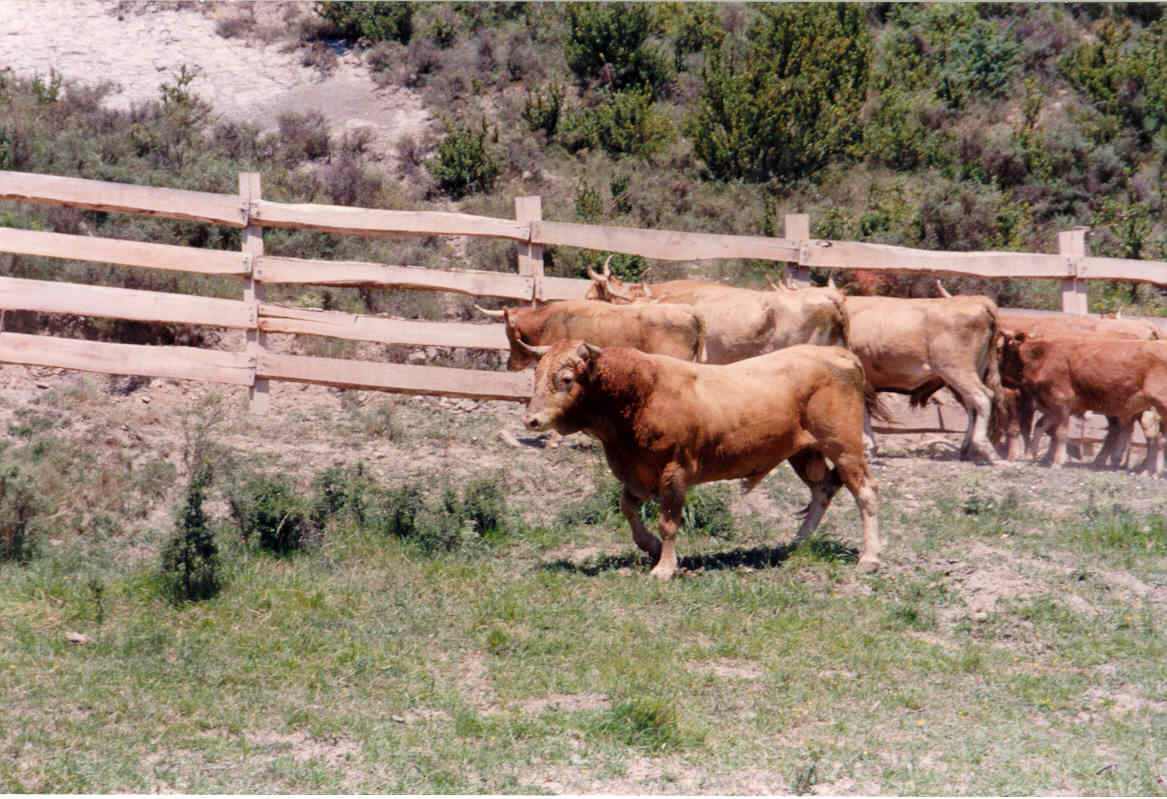
Betizu taureau à Zarikieta
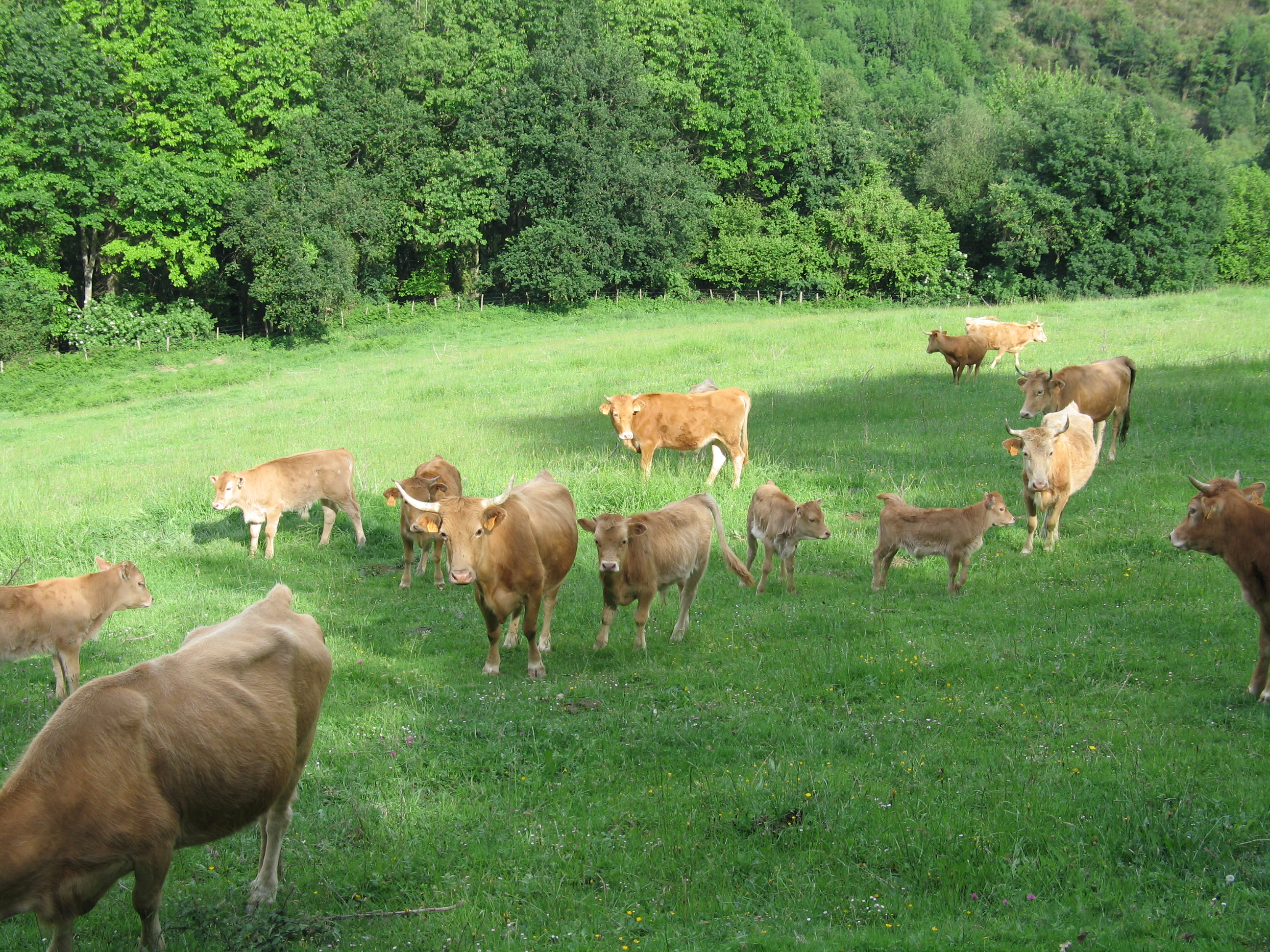
Betizu(ak) dans une prairie)